# Христиан Ульрих II Вюртемберг-Вильгельминенорт
Христиан Ульрих II Вюртембергский (нем. Christian Ulrich II von Württemberg-Wilhelminenort; 27 января 1691, Замок Vielguth под Олесницей — 7 февраля 1734, Штутгарт) — герцог Олесницкий в Вильгельминенорте (1704—1734).

## Биография
Представитель Вюртембергского дома. Третий сын герцога Олесницкого Христиана Ульриха I Вюртемберг-Эльс (1652—1704) от второго брака с Сибиллой Марией Саксен-Мерзебургской (1667—1693).
В 1704 году после смерти герцога Христиана Ульриха I Вюртемберг-Эльс его сыновья Карл Фридрих и Христиан Ульрих получили в совместное владение герцогство Олесницкое (Эльс) в Силезии, при этом Карлу Фридриху досталась столица герцогства Олесница (Эльс), в Христиану Ульриху ― территория вокруг деревни Брезевиц.
Учился в университете во Франкфурте-на-Одере и военной академии в Берлине.
Христиан Ульрих II проживал в поместье Вильгеминенорт, бывшей деревне Брезевиц (в окрестностях Бернштадта), которая была переименована в честь его мачехи, Софии Вильгельмины Восточно-Фризской (1659—1698).
26 января 1723 года герцог перешел в католическую веру во время своей поездки в Рим.
7 февраля 1734 года герцог Христиан Ульрих II Вюртембергский скончался в Штутгарте в возрасте 43 лет. Ему наследовал его единственный сын Карл Кристиан Эрдман.

## Семья
11 июля 1711 года герцог Христиан Ульрих II Вюртембергский женился на графине Филиппине Шарлотте фон Редерн (18 февраля 1691 — 18 июня 1758), дочери графа Эрдмана фон Редерна. Супруги имели шесть детей:
- Елизавета София (21 июня 1714 — 10 апреля 1716)
- Ульрика Луиза (21 мая 1715 — 17 мая 1748), монахиня в аббатстве Гандерсхайм
- Карл Кристиан Эрдман (26 октября 1716 — 14 декабря 1792), герцог Олесницкий (Эльс) с 1744 года и Берутувский (Бернштадт) с 1745 года
- Вильгельмина Филиппина (10 ноября 1719 — 2 декабря 1719)
- Франциска Шарлотта (1 июня 1724 — 28 апреля 1728)
- Фредерика Иоганна (17 октября 1725 — 25 октября 1726).